# Psilosticha mactata
Psilosticha mactata är en fjärilsart som beskrevs av Swinhoe 1900. Psilosticha mactata ingår i släktet Psilosticha och familjen mätare. Inga underarter finns listade.